# East Devon
East Devon ist ein District in der Grafschaft Devon in England. Verwaltungssitz ist die Stadt Sidmouth; weitere bedeutende Orte sind Budleigh Salterton, Exmouth, Honiton, Ottery St Mary und Seaton.
Der Bezirk wurde am 1. April 1974 gebildet und entstand aus der Fusion des Borough Honiton, der Urban Districts Budleigh, Exmouth Urban District, Ottery St Mary, Seaton und Sidmouth, der Rural Districts Axminster und Honiton sowie eines Teils des Rural District St Thomas.